# تپه چخماق آوای بالک
تپه چخماق آوای بالک مربوط به دوران پیش از تاریخ ایران باستان و است و در شهرستان مریوان، بخش مرکزی، روستای بالک واقع شده و این اثر در تاریخ ۲۷ مرداد ۱۳۸۲ با شمارهٔ ثبت ۹۶۲۰ به‌عنوان یکی از آثار ملی ایران به ثبت رسیده است.